# Rob Morris
Robert Samuel Morris (Nampa, 18 gennaio 1975) è un ex giocatore di football americano statunitense che ha militato nel ruolo di linebacker nella National Football League (NFL).

## Carriera
Al college Morris giocò a football alla Brigham Young University. Fu scelto come ventottesimo assoluto dagli Indianapolis Colts nel Draft NFL 2000. Fu il middle linebacker titolare della squadra per cinque stagioni e guidò la squadra in tackle negli special team nel 2006. Morris partì come titolare 9 volte nella stagione 2006, incluse tre partite di playoff e il Super Bowl XLI, dove sostituì Gilbert Gardner per migliorare la difesa sulle corse dei Colts, che batterono i Chicago Bears. La sua miglior stagione a livello statistico fu quella del 2001, in cui ebbe 114 placcaggi e un sack. Divenuto free agent dopo la stagione 2006, rifermò con Indianapolis il 5 marzo 2007. Nella stagione che seguì si infortunò a un ginocchio nella settimana 4, costringendolo a un'operazione chirurgica e a perdere il resto dell'anno. Fu svincolato dopo avere fallito un test fisico il 27 febbraio 2008.

## Palmarès
- Super Bowl : 1

Indianapolis Colts: Super Bowl XLI
- American Football Conference Championship: 1

Indianapolis Colts: 2006